# 大蕨の棚田
大蕨の棚田（おおわらびのたなだ）は、山形県山辺町大蕨地区にある棚田。1999年(平成11年)農林水産省の「日本の棚田百選」に選出されている棚田である。山形県内からは、他に平の棚田（朝日町）、四ヶ村の棚田（大蔵村）が認定されている。

## 地理
大蕨の棚田は、山形市から西へ約15km、山辺町の山間部にある。大蕨の南方には玉虫沼がある。

## 歴史
この棚田が何時頃成立したのかは定かな記録はない。寛永13年(1636年)の領地目録には記録が残っている。平坦な耕地の少ない大蕨地区では、神殿の開発・開墾のため、山の斜面での棚田の開墾は古くからあったものと思われる。選定の理由には緑の山の斜面に稲の杭掛けによる天日干しの風景が挙げられたが、これは近代農業以前から伝わるこの土地の伝統農法の１つである。また中山間地域である大蕨地区の地形条件にマッチした米の品種「里のゆき」(低アミロース米で、強い粘り気が特徴)を選んで作付けしている。

## 棚田維持の活動
「大蕨の棚田」では、地元有志やボランティア団体が主体で、モンテディオ山形、山形交響楽団など多くの支援を得て、保全活動、年間を通してのイベントを実施している。会員制のグループ農夫の会に参加すると、会員特典として菜花摘みやわらび採りなどに参加できる。秋には、「棚田で千の光トワイライトコンサート」も企画されている。

## 交通アクセス
- JR東日本左沢線の羽前山辺駅から車で20分[3]

## 近在の観光スポット
- 山野辺城址
- 玉虫沼
- 畑谷城址